# Wrocławs kungliga slott

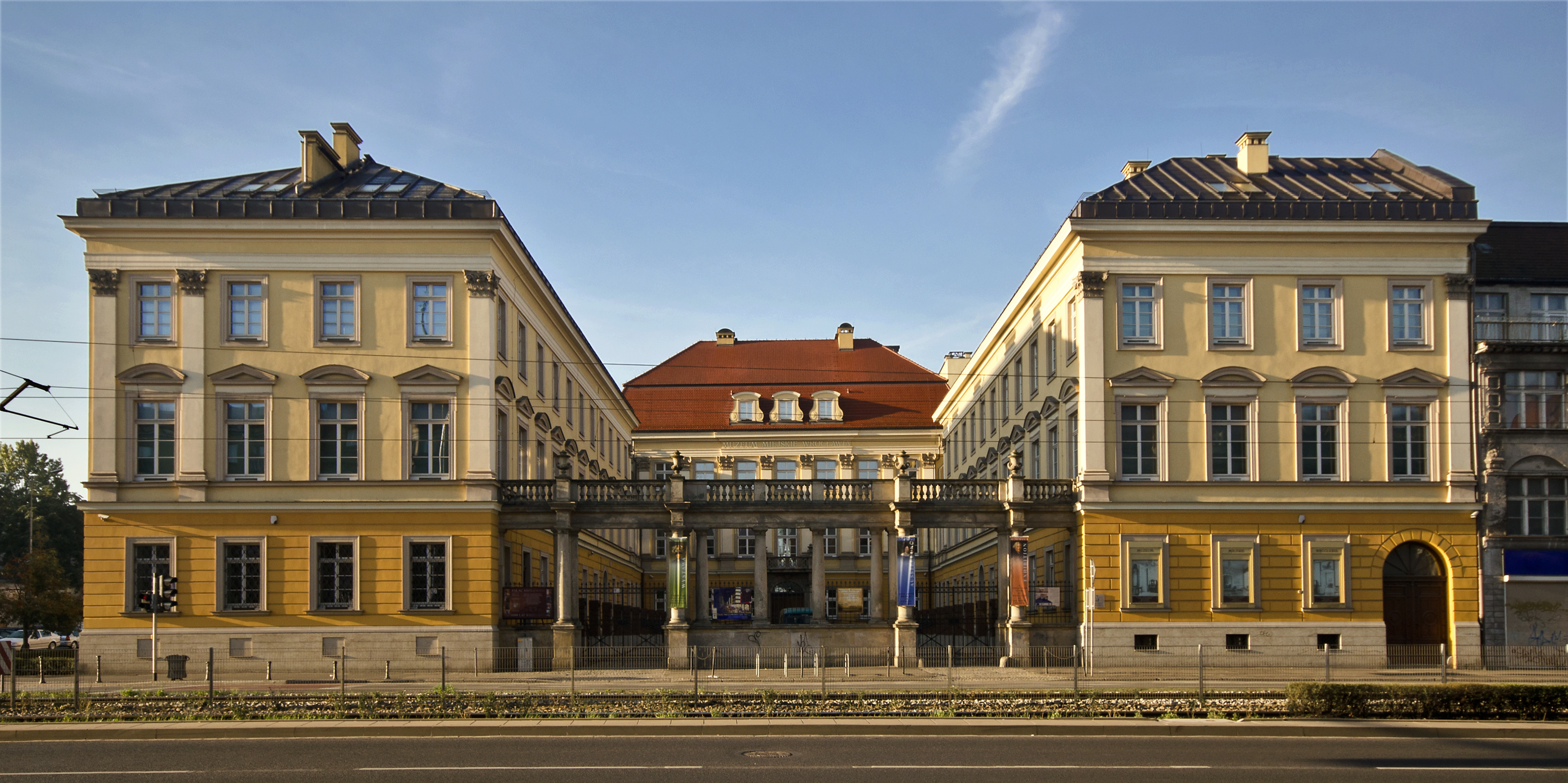
Slottets norra fasad.

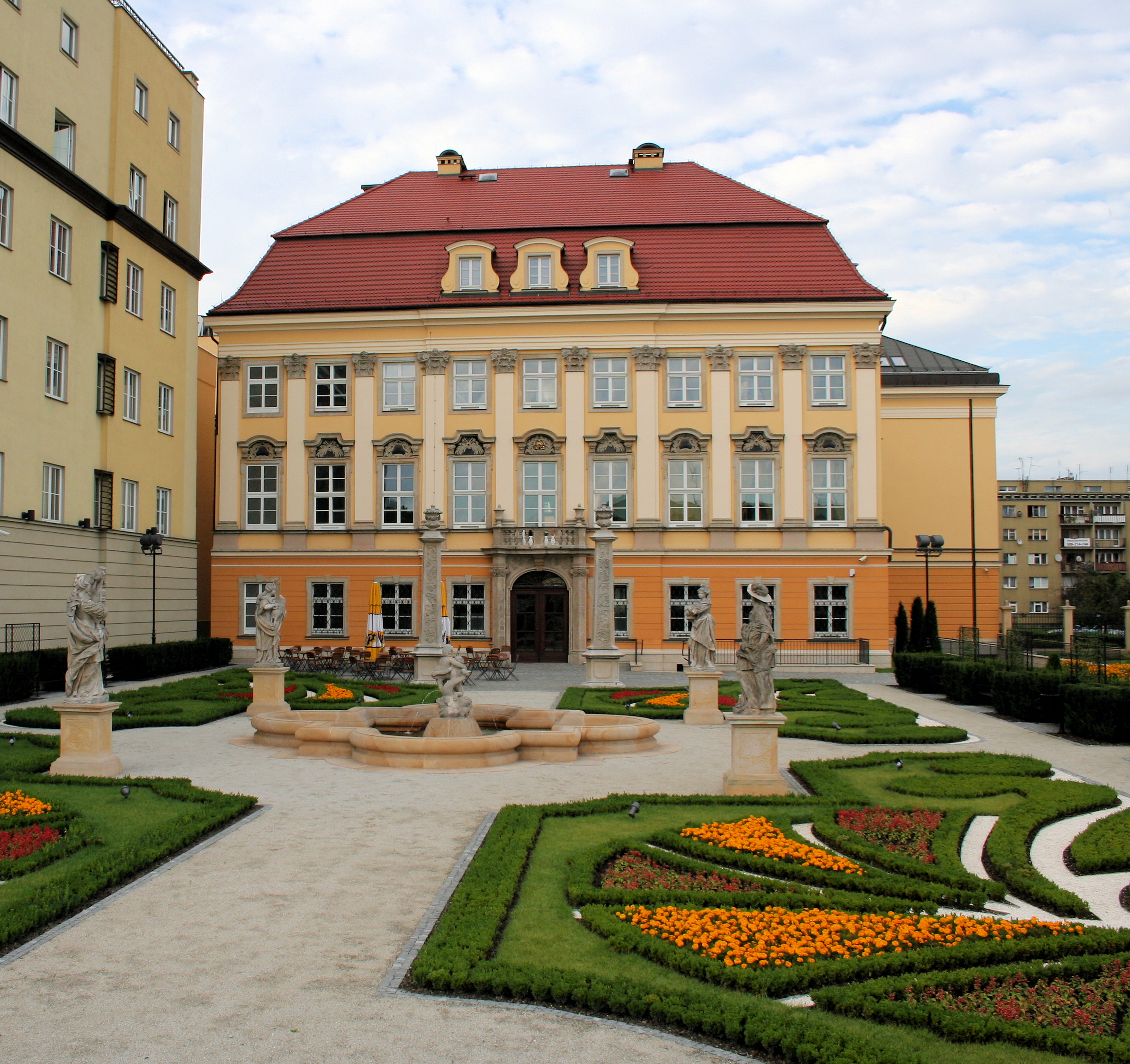
Slottet sett från barockträdgården i söder.

Wrocławs kungliga slott, polska: Pałac Królewski we Wrocławiu, tyska: Breslauer Stadtschloss, är ett kungligt palats i Wrocław (tyska: Breslau) i Polen, som användes som lokalt residensslott av kungarna av Preussen och de tyska kejsarna mellan 1750 och 1918. Slottet kallades före 1750 Spätgenpalatset, efter den ursprunglige ägaren. Slottet har flera gånger byggts om och förstördes delvis 1945. De återstående centrala och norra flyglarna av slottet är sedan 2008 lokaler för Wrocławs stadsmuseum (Muzeum Miejskie Wrocławia).

## Historia
Palatset uppfördes ursprungligen 1719 för  Heinrich Gottfried von Spätgen, hovkansler till furstbiskopen av Breslau. 1750 förvärvades Spätgenpalatset som residens för kung Fredrik II "den store" av Preussen, efter att staden som huvudstad i Schlesien tillfallit Preussen genom Österrikiska tronföljdskriget 1742. 1751–1753 byggdes palatset ut till kungligt residensslott under ledning av hovbyggmästaren Jan Bouman. Samtidigt uppfördes även hovkyrkan strax väster om slottet.

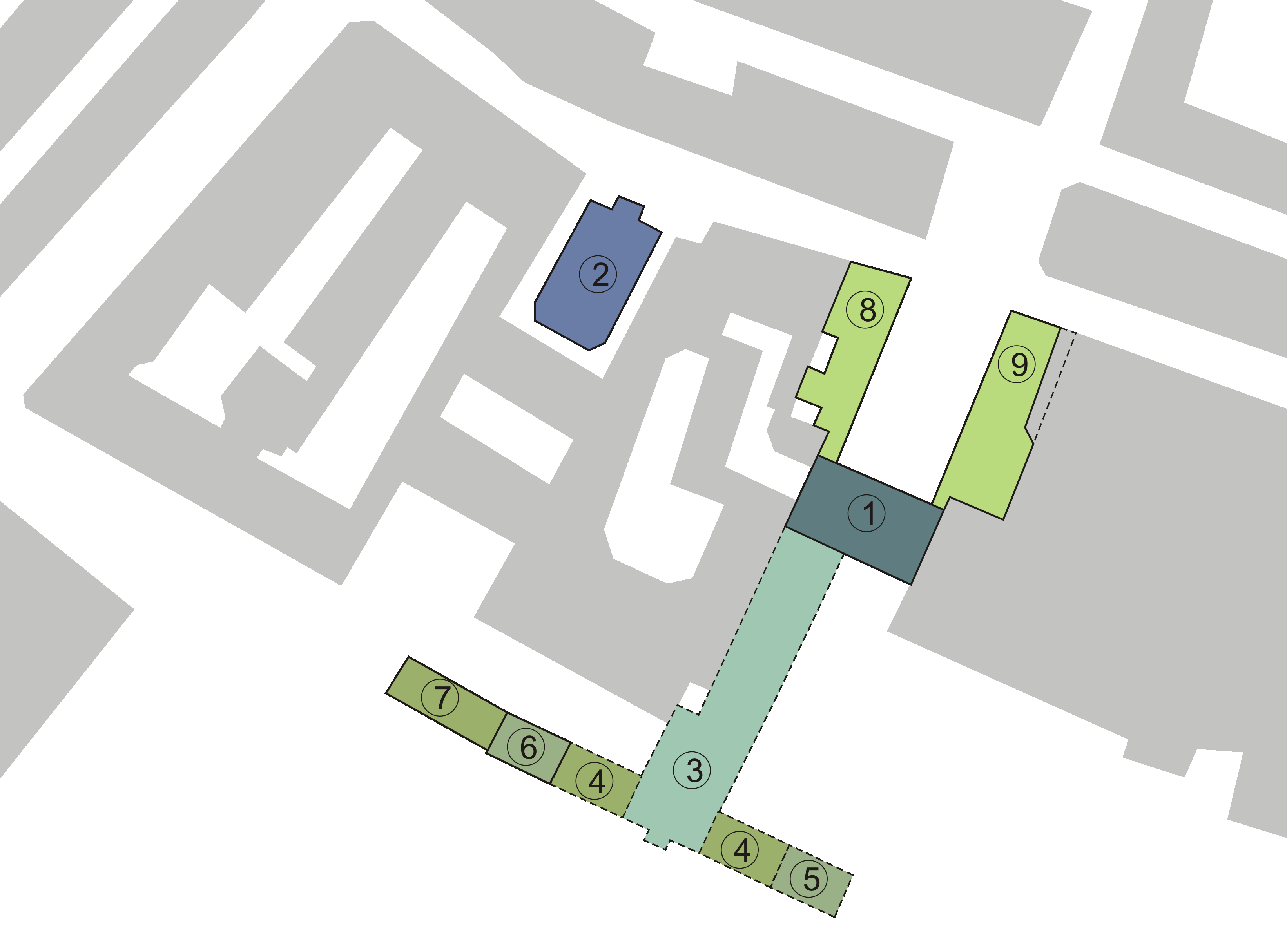
Byggnadsdelar (före 1945):
1. Centralflygeln i barockstil
2. Hovkyrkan
3. Sydvästflygeln med kungliga våningen (förstörd 1945)
4. Sydflygeln (uppförd omkr. 1845 av Stüler, förstörd 1945)
5. Östra paviljongen (omkr. 1845 av Stüler, förstörd 1945)
6. Västra paviljongen (förstörd 1945)
7. Ekonomibyggnader
8. Nordvästra flygeln
9. Nordöstra flygeln (utvidgad efter 1945)

Under ledning av Carl Gotthard Langhans utvidgades slottet med en sydvästlig flygel 1796–1797, som sträckte sig från huvudflygeln till fästningsverken vid nuvarande Plac Wolności. Den kungliga bostadsvåningen befann sig i änden av flygeln och övervakade exercisplatsen som låg här. Den 10 mars 1813 instiftade kung Fredrik Vilhelm III tapperhetsmedaljen Järnkorset här, och den 17 mars samma år förklarade kungen här krig mot Napoleon efter den franska ockupationen. Därmed gick Preussen in i sjätte koalitionskriget.
En ytterligare ombyggnad i nyrenässansstil genomfördes 1858–1868 efter ritningar av Friedrich August Stüler, då de norra sidoflyglarna fick sitt huvudsakliga nuvarande utseende och de södra sidopaviljongerna lades till. 
Under Weimarrepubliken blev slottet museum. Stora delar av slottet förstördes i andra världskriget, och efter kriget revs de södra delarna av slottet och den kungliga bostaden, så när som på den sydvästra kökspaviljongen som nu är fristående. Istället återställdes barockträdgården söder om centralflygeln. Genom att byggnaderna öster om slottet revs och en gata drogs fram kunde även den nordöstra flygeln byggas om, för att göra byggnaden mer symmetrisk. Slottet inhyste 1963 - 1999 Wrocławs arkeologiska museum och fram till 2004 det etnografiska museet. 2008 gjordes en större renovering och ombyggnad, och slottet är sedan dess lokaler för Wrocławs stadsmuseum. Mellan 2010 och 2012 renoverades fasaden, samtidigt som vissa av slottets rumsinredningar återställdes till 1800-talets skick.